# Туризам у Грчкој
Туризам у Грчкој је кључни елемент економске активности у земљи и један је од најважнијих сектора у земљи. Грчка је била главна туристичка дестинација и атракција у Европи од античких времена, због своје богате културе и историје, која се у великој мери одражава на 18 УНЕСКО локација светске баштине, међу првима у Европи и на свету, као и њена дуге обале, многа острва и плаже.
Грчка је привукла 26,5 милиона посетилаца током 2015. године, 30,1 милиона посетилаца у 2017. години, а очекује се 32,5 милиона посетилаца у 2018. години, чинећи Грчку једном од најпосећенијих земаља у Европи и свету и доприносећи 18% бруто домаћем производу. Главни град Атина, као и острва Санторини, Миконос, Родос, Крф, Крит, Закинтос и Кефалонија су неке од главних туристичких дестинација у земљи.
Последњих година, Грчка је такође промовисала верски туризам и ходочашће у регионима са значајним историјским религиозним присуством, као што су манастири Метеори и Света гора, у сарадњи са другим земљама.

## Земљиште и клима
Грчка има средоземну климу дуж обала и острва. На копну, многе области и градови имају континенталну климу. Лета су обично топла и сува, док су зиме углавном благе и влажне. Северна Грчка може искусити хладне зиме, док јужна Грчка и острва доживљавају знатно блаже зиме.

## Историја
Туризам у Грчкој има своје корене од древних времена. Културна размена се одвијала између грчких колонија Велике Грчке и младе Римске републике пре него што је Рим постао доминантан на Западном Медитерану. Када се Грчка, вековима касније, прикључила Римском царству, културна размена која је започела између две цивилизације покренула је долазак великог броја Римљана који су посећивали познате центре грчке филозофије и науке, попут Атине, Коринта и Тебе, делом зато што је Грчка постала покрајина Римског царства и Грцима је било загарантовано римско држављанство.
Туризам у данашњој Грчкој почео је да се развија у 1960-им и 1970-им годинама, у ономе смислу који је постало познато као масовни туризам. Током тог периода предузети су велики пројекти изградње хотела и других таквих објеката, а земља је током година забележила пораст међународних туриста. Међународни догађаји, као што су Летње олимпијске игре 2004. године и Песма Евровизије 2006. године, одржани су у Атини, и значајно су помогли у подстицању туризма у земљи, док је обимна културна инфраструктура, попут Акропољског музеја, допринела току туриста у земљи. Солун је био Европска престоница младих 2014. године.

## Посетиоци
2009. године земља је угостила више од 19,3 милиона туриста, што је велики пораст од 17,7 милиона туриста којима је земља била домаћин 2008. године. Већина туриста која је посетила земљу је дошла из Европске уније (12,7 милиона), затим следе туристи из Америке (0,56 милиона), Азије (0,52 милиона), Океаније (0,1 милиона) и Африке (0,06 милиона). У 2007. години више Британаца је посетило земљу него било која друга националност, достижући број од 2,61 милиона посетилаца, што чини само 15% туриста у земљи само за ту годину. Поред тога, те године, Грчку је посетило 2,3 милиона Немаца, 1,8 милиона Албанаца и 1,1 милиона Бугара. Током 2007. године, 92,8% укупног броја туриста у Грчкој дошло је из земаља Европе.
Најпосећенија регија је Средишња Македонија на северу Грчке, у близини неких од најпопуларнијих атракција у земљи, као што су Халкидики, Олимп, Пела, место рођења Александра Великог и други највећи грчки град Грчке, Солун. Средишња Македонија је 2009. године угостила 3,6 милиона туриста, односно 18% од укупног броја туриста који су посетили Грчку те године, а затим следе Атика (2,6 милиона) и Пелопонез (1,8 милиона). Северна Грчка је најпосећенија регија у земљи, са 6,5 милиона туриста, док је Средишња Грчка на другом месту са 6,3 милиона.
Према истраживању спроведеном у Кини 2005. године, Грчка је проглашена од стране кинеског народа као избор број један за туристичку дестинацију. У новембру 2006. године, Аустрија је, попут Кине, изјавила да је Грчка омиљена туристичка дестинација за своје грађане. У складу са овим запажањима, бивши министар туризма у Грчкој, Арис Спилиотопулос, најавио је отварање канцеларије грчке Националне туристичке организације у Шангају до краја 2010. године, а та организација тренутно послује са две канцеларије за туризам у Кини, једна у Шангају и једна у Пекингу.
 Процењује се да је током целе 2013. године, Грчка угостила више од 17,93 милиона туриста, што је повећање  од 10% у односу на 2012. годину. Више од 22 милиона туриста посетило је Грчку током 2014. године, а тај број се повећао на 26 милиона посетилаца 2015. године и планирано је да привуче 28 милиона посетилаца током 2016, што је чини једном од најпосећенијих земаља у Европи и свету. Туризам у Грчкој обично достиже врхунац током периода од маја до септембра, када се деси око 75% туристичких посета.

### Доласци по земљама
Суседна Република Македонија је била земља са највећим бројем посетилаца Грчке током 2015. године. Топ 10 земаља су:
| Ранг | Земља                | Број посетилаца |
| ---- | -------------------- | --------------- |
| 1    | Република Македонија | 3.023.059       |
| 2    | Њемачка              | 2.810.350       |
| 3    | Уједињено Краљевство | 2.397.169       |
| 4    | Бугарска             | 1.900.642       |
| 5    | Француска            | 1.522.100       |
| 6    | Италија              | 1.355.327       |
| 7    | Турска               | 1.153.046       |
| 8    | Пољска               | 754,402         |
| 9    | Сједињене Државе     | 750,250         |
| 10   | Србија               | 727,831         |

## Економски утицај
Истовремено, туристичка потрошња је знатно порасла од почетка миленијума, са 17,7 милијарди долара у 2000. години на 29,6 милијарди долара током 2004. године. Број послова, који су директно или индиректно повезани са сектором туризма, достигао је цифру од 659.719 и представља 16,5% укупне запослености земље за ту годину.

## Инфраструктура
Као развијена земља која је високо зависна од туризма, Грчка нуди широк спектар туристичких садржаја. Туристичка инфраструктура у Грчкој је значајно побољшана од Олимпијских игара у Атини 2004. године и наставља да се шири са низом важних пројеката, нарочито у областима мањег масовног туризма.

### Хотели и конференцијски садржаји
Конференцијски туризам, који се бави академским, пословним или културним тржиштима, представља камен темељац грчке националне туристичке политике. Као резултат, грчка влада, уз снажну подршку локалних власти, нуди уносне новчане дотације, лизинг и субвенције за запошљавање и пореске олакшице за успостављање нових конференцијских садржаја и ширење постојећих. У недавном извештају са састанка и подстицаја туризма, Грчка је рангирана на осмом месту на свету у категоријама преноћишта на конференцијама. Подаци из Истраживања сателитског рачуноводства за туризам, који је спровео Светски савет за путовања и туризам, пројектовали су повећање у приходима на светском нивоу у пословним путовањима у Грчку са 1,51 милијарде долара током 2001. године на 2,69 милијарди долара 2011. године. Тај број је 1998. године износио 1,18 милијарди долара.
Према Хеленској хотелској комори 2016. године, представљен је број хотела у Грчкој, по класификацији (лежаји):
| Број звездица | Број хотела | Број лежаја |
| ------------- | ----------- | ----------- |
| 5 звездица    | 444         | 137,210     |
| 4 звездице    | 1,412       | 203,203     |
| 3 звездице    | 2,472       | 185,560     |
| 2 звездице    | 3,990       | 210,365     |
| 1 звездица    | 1,412       | 52,215      |
| Укупно        | 9,730       | 788,553     |

### Марине
Грчка има 51 марину и 14.661 места за чамце које пружају услуге као што су везивање, гориво, воду и струју, телефонирање и поправке.
Неке од најразвијенијих и најпрометнијих марина у Грчкој се налазе само неколико километара од центра Атине. Марине Алимоса и Флисвоса, на јужној обали Атине, имају збирни капацитет од више од 1.800 пловила.

### Бање и термални извори
Грчка има 752 термалних извора. Многи су класификовани као терапеутски од стране Националног института за географско и минерално истраживање. Неколико њих је познато и експлоатисано већ од античких времена. Термални или куративни туризам је, након свега, био један од најранијих облика туризма у старом свету. Године 1983. основана је Хеленска асоцијација општина са термалним изворима  Архивирано на веб-сајту  (29. септембар 2019) Неке од ових древних "бањских одмаралишта" налазе се у Аидипсосу, познатом из времена Аристотела; Лутраки, које спомиње Ксенофонт; Траиануполи , који је основао цар Трајан у 2. веку н.е., а неки други су потврђени у византијском периоду, као што су Термална купатила Лангадаса . Крајем 19. и почетком 20. века ове вреле изоире окруживале су космополитске установе, односно хотели и ресторани, док су неколико истакнутих чланова друштва и модерне грчке државе и османске државе (за регионе који су још увек били укључени у њега) уложили у туристичку инфраструктуру и приватна имања. Термални туризам постао је посебно распрострањен у 1960-им и 1970-им годинама, док је 1980-их био широко подржан програмом социјалног туризма, који су субвенционисали велики део трошкова за старије кориснике објеката. Међутим, данас постоји хитна потреба за обновом, рестаурацијом и подизањем ових бања према савременим стандардима и стварању међународне клијентеле. Посетиоци, међутим, већ могу пронаћи високо-стандардне туристичке објекте у Позару , у Едипсосу  и у Камена Вурли , у Лутраки близу Коринта , као и у Каиафасу, на западним обалама Пелопонеза .

### Музеји
Неколико врста музеја налази се у Грчкој. Уопште говорећи, сваки велики и мањи градови у Грчкој имају свој Археолошки музеј, који се налазе у околини. Међутим, већина њих се може наћи у великим градовима попут Атине, где се налазе познати Нови Акропољски музеј и Национални археолошки музеј. Штавише, постоји велики број галерија попут Народне галерије Атине. У Солуну има много музеја, попут Византијског музеја. Свеукупно гледано, око 150 музеја широм земље је лако доступно за стране туристе.

### Археолошка налазишта и градови
- Акропољ Родос: Акропољ Родос је акропољ која потиче из класичног грчког периода (5-3. век п. н. е.).
- Акропољ Линдос: природна цитадела коју су направили као утврђење заједно Грци, Римљани, Византијци, Витешки ред светог Јована и Османлије.
- Древна Тера: Стари град на гребену стрме 360 м високе планине Месавуно на грчком острву Санторини.
- Абдера: Град-држава на обали Тракије, 17 km источно-североисточно од ушћа реке Места, и готово супротно од Тасоса.
- Акротири (Санторини): Минојско насеље из бронзаног доба на вулканском грчком острву Санторини (Тера).
- Амбракија: рушевине древне престонице Пира у модерној Арти у Епиру.
- Амфиполис: Древни град у региону Македоније који је некада населио Едони народ.
- Аргос: Неколико древних рушевина, укључујући и Хераион.
- Асклепијон на Косу: рушевине једног од највећих храмова за лечење Древног света и места где је обучен Хипократ, отац савремене медицине.
- Атина: У грчкој престоници има много археолошких налазишта, од којих је најпознатији Акропољ, Храм Олимпијског Зевса, Древно Атинско гробље Керамеикос, Филопапов споменик, Кула ветрова, Платонова Академија и Атинска Агора.
- Храм Аполона Епирског: археолошко налазиште у североисточном делу Месеније.
- Халкида: на Евбеји
- Древни Коринт: Древне рушевине у близини модерног града укључују Храм Истмије и Храм Аполона.
- Делос: Ненасељено острво познато по својим бројним археолошким локалитетима, укључујући Стивадеион, Храм Делијана, Терасу Лавова и Кућу Делфина.
- Делфи: Град у западној Грчкој, са истакнутим античким позориштем.
- Дидимотика: Историјски град Тракије изграђен је близу грчко-турске границе која има бројне старогрчке, византијске и османске знаменитости, укључујући рушевине древног града Плотинополис, византијско утврђење грађен око града, Бајазитова џамија саграђена 1420. године и Турско купатило, најстарији хамам у Европи.
- Дион: Свето место античких македонаца. Дион је место великог храма посвећеног Зеусу, као и низа храмова посвећених Деметри и Изиди.
- Додона: Светиште Додоне у Епиру сматрано је најстаријим Хеленским пророчанством, а вероватно потиче из другог миленијума п. н. е., према Херодоту.
- Елефсина: Од 1700. године пре нове ере до 4. века, Елефсина је било место Елеусинских мистерија, или Мистерије Деметре и Персефоне.
- Елаеа (Епир): Древни лучки град на ушћу реке Ахерон на Епиру.
- Епидаур: Древно позориште, сада обновљено.
- Гитане: Руине древне Гитане у Епиру.
- Камеирос: Стари град на острву [Родос], на Додеканезу.
- Кносос: Археолошки локалитет на Криту познат по руинираној Минојској палати, са мотивима бикова.
- Ливитра: Древни град у близини Олимпа где су Орфеја закопале музе.
- Ликијска гробница, Мегисти: Камена гробница коју су изградиле древне анадолијске цивилизације Ликијци, налази се у Мегисти, источном острву Грчке.
- Ликосура: Аркадијски град који је по Паусанију најстарији град на свету.
- Маратон тумулус: Закопавање муља у Маратону, на Атици, у којем се налази пепео атинских и платаеанских хоплита који су убијени у Маратонској бици. Археолошки музеј Маратона, саграђен у близини тумулуса, чува налаз из тог подручја и из битке Маратона.
- Метеори: Манастири, који су и на списку културне баштине УНЕСКО.
- Микена: У другом миленијуму пре нове ере, Микена је била један од главних центара грчке цивилизације, војног упоришта које је доминирало у великом делу јужне Грчке и деловима југозападне Анадолије. Период грчке историје од око 1600. п. н. е. до око 1100. п. н. е. се зове Микенски период због Микене.
- Месенија: Већина подручја Древне Месеније садржи рушевине велике класичне градске државе Месеније које је Епаминонда обновио 369. п. н. е.
- Некромантеион: Некромантеион је био древни грчки храм некромантије посвећен Хаду и Персефони.
- Немеја: Овде у грчкој митологији Херакле је победио Хериног Немејског лава, а овде су током античког времена играле Немејске игре.
- Никополис: или Актиа Никополис је био древни град Епира, који је Октавијан пронашао 31. године п. н. е. у знак сећања на његову победу над Антонијем и Клеопатром у Актиуму претходне године.
- Олимпија: Тамо се налазе многе древне рушевине, као што су Зевсов храм у Олимпији, Херин храм у Олимпији, Палаестрам у Олимпији и Леонидаион.
- Олинт: Древни град на Халкидикију.
- Несторова палата: Несторова палата је примарна структура у оквиру већег касног грчког насеља, вероватно некада окруженог утврђеним зидом.
- Пела : Главни град Античке Македоније и родно место Александра Великог и Филипа II Македонског.
- Фестос: археолошко налазиште из бронзаног доба у Фестосу, општини на југу централног Крита.
- Филипи: Основао га је краљ Македоније, Филип II Македонски, на месту тасијске колоније Кринида.
- Сунион: Храм Посејдона.
- Самотрачки комплекс храмова: је један од главних Пан-хеленских религиозних светиња, који се налази на острву Самотрака.
- Сирос: неокласични град Ермуполиса; две цивилизације и две религије које живи хармонично и мирно заједно; само 2,5 сата трајектом из Пиреја; одредиште током свих 12 месеци годишње; обилује плажама, класичним позориштем, казином, опшом болницом и многим местима која вреди видети.
- Стагира: рушевине древног града познатог као родно место Аристотела.
- Спарта: У близини модерног града налазе се древне рушевине, а најважнија је Леонидина гробница.
- Тиринт: Микенско археолошко налазиште у Арголидском округу на Пелопонезу.
- Тегеја: насеље у древној Грчкој. Древна Тегеја је била важан религијски центар древне Грчке, у којем се налази храм Атина Алеја.
- Теба: Древни град који је некад био ривал Атини, како је престављено у грчкој митологији.
- Термопил: Првенствено познат по бици која се догодила у том месту 480. године пре нове ере, у којој је бројна грчка снага, вероватно од седам хиљада бораца (укључујући и познатих 300 Спартанаца), победила знатно већу силу Персијанаца, којих се процењује да је било у опсегу од 70.000 до 300.000 под персијским царем Ксеркесом.
- Солун: град са многим историјским грађевинама, неким светским баштинама, укључујући Лук и гробница Галерија, Црква Панагија и Бела кула.
- Вергина: македонске краљевске гробнице и рушевине древне македонске престонице у Егејској Македонији. То је једно од места светске баштине.
- Закрос: Археолошки локалитет Крита из бронзаног доба, изграђен на источној обали острва.

### Екотуризам и скијање
Грчка је последњих година постала дестинација за екотуризам (посебно пешачење, вожња кануом, јамање и планинарење). Главне дестинације за скијање у Грчкој су Арачова, Калаврита, Карпениси и Мецовон.

## Промовисање грчког туризма
Влада намерава да промовише зимски туризам у Грчкој, што би потенцијално могло да додатно повећа међународне доласке.
Туризмом у Грчкој управља Грчка национална туристичка организација (ГНТО) којој je Елена Папаризу, позната грчка певачица која је 2005. године добила награду за песму Евровизије, била амбасадор промоције туризма. Певач Сакис Рувас, који је представио Грчку на такмичењу за песму Евровизије 2009. године, тренутно је амбасадор грчког туризма. Оглашавање приказано на веб страници ГНТО-а и даље се фокусира на триптих море, сунце и песак. Међутим, туристичка кампања доживљава значајне промене, јер се промовишу градови и конференцијски туризам, уз културни и велнес туризам. Постоји нада да ће утицај нове кампање довести до повећања туристичких прихода. Назив рекламе је "Ви у Грчкој".

## Галерија
- Поглед на Акропољ у Атини са севера.
- Манастир Ставроникита на Светој гори, Халкидики
- Град Костур, на обали Костурског језера
- Мозаик лов на јелене у Пели, Егејска Македонија
- Древни Дион, Пијерија
- Лав Амфиполис, близу гробнице Каста
- Скијалиште Писодери на планини Верно, Лерин
- Епирски град Мецовон
- Национални парк Пинд
- Древно позориште у Додони, Епир
- Поглед на Паргу, на јонској обали
- Град Митилена, на острву Лезбос
- Палата Кастело на Родосу
- Мастичочориа, на острву Хиос
- Волос виђен са планине Пелион
- Метеори, у близини Каламбаке
- Поглед на археолошки локалитет Делфи
- Река Ахерон у Епиру
- Мелисани пећина на острву Кефалонија
- Поглед на Кавалу и њену луку
- Манастир Св. Ђорђа у Јањини
- Древно позориште у Епидауру
- Палата Мистра, Пелопонез
- Позориште античке Спарте, са модерним Спартом и планином Тајгет у позадини
- Ватиа, Мани Пенинсула
- Стена Монемвасија
- Ермуполи, на острву Сирос, Киклади
- Град Наксос, на острву Наксос, Киклади
- Поглед на Линдос, острво Родос, Јужни Егеј
- Лука града Ираклион, Крит
- Острво Сими, Јужни Егеј
- Плажа Саракинико, на острву Милос, Киклади
- Венецијанска лука града Ханија, Крит
- Шума палми у Ваи на Криту, највећа природна шума палми у Европи
- Стара у Ханији, Крит